# Calao de Narcondam
Rhyticeros narcondami
Espèce
Statut de conservation UICN

 EN D : En danger
Statut CITES
Synonymes
- Aceros narcondami

Le Calao de Narcondam (Rhyticeros narcondami) est une espèce d'oiseau de la famille des Bucerotidae.

## Répartition
Cet oiseau est endémique de Narcondam, dans les forêts pluviales des îles Andaman.